# クェック・レンチャン
タン・スリクェック・レンチャン (Quek Leng Chan (zh; 1941年12月8日 -) は、マレーシアの豪商で、マレーシアのホンリョン・グループ共同創設者である。2018年に、『フォーブス』誌の世界の億万長者リストで217位となり、資産は72億米ドルと記載された。2022年は資産106億米ドルと記載され、フォーブスの185位であった。

## 生い立ちと教育
クェック・レンチャンはシンガポールのヴィクトリアスクールで学び、イギリスのミドル・テンプル法曹会で法廷弁護士資格を取得した。

## 経歴
クェックは金融サービス、製造業、不動産業を含む様々な業界で、幅広いビジネスの経験を積んだ。彼はマレーシアのホンリョン会社 (HLCM) の会長兼最高経営責任者、ホンリョン産業 (HLI)、ヒューム産業 (HIMB)、ホンリョン金融グループ、グオコランド会社、カメルリングループの執行会長、ホンリョン銀行、ホンリョン金融 (HLG)、ホンリョン保険、ホンリョン・イスラム銀行、ホンリョン財団 (HLF) の会長である。
クェックはホンリョングループのマレーシア事業を統括し、従弟のクウェック・レンベンがシンガポール事業を統括している。
2022年9月、彼は不動産会社のグオコランド社の取締役会長に就任した。

## 栄誉
- マレーシア :
  -  王国防衛勲章受勲者（英語版） (KMN) (1976年)[4]
  -  マレーシア国王忠誠勲章受勲者（英語版） (JSM) (1991年)[4]
  -  マレーシア国王忠誠勲章受勲者（英語版） (PSM) – タン・スリ (1994年)[4]

## 家族
息子: ジャスタス・クェック